# Scorrano
Scorrano – miejscowość i gmina we Włoszech, w regionie Apulia, w prowincji Lecce.
Według danych na rok 2004 gminę zamieszkiwało 6755 osób, 198,7 os./km².